# Здравље младих
Здравље младих представља истовремено, физички капацитет младих (способност, спремност, виталност); психолошко функционисање (позитивна очекивања од будућности, способност учења, самопоштовање); социјалне везе (пријатељи, сексуални живот, избор партнера); околинске потенцијале (могућности да се стекну нове информације и вештине, могућности за активности у слободном времену и слично) и здраво понашање или стил живота.
Младост се сматра, глобално посматрано, периодом оптималног здравља и највећих биолошких могућности, са ниским стопама морталитета и морбидитетом у коме преовладавају пролазна акутна стања, а стопе хроничних обољења су ниске. Младост је такође период кад постоји субјективно осећање доброг здравља и добробити, што потврђује и највећи број студијау којима млади процењују своје здравље. 

## Здравље и здравствено понашање младих
У склопу разматрања здравља младих, здравствено понашање представљаја област која је тесно повезано са здрављам, било појединачно или у међусобној повезаности.  Изучавање ове области последњих година окупира значајну пажњу стручњака како у низу медицинских дисциплина, тако исто и социолога, психолога, педагога, правника и других.

Здравствено или здраво понашање које се сматра непосредно повезаним са здрављем дефинисано је као 
„свака активност коју предузима индивидуа без обзира на опажени здравствени статус у сврху унапређења, очувања или одржавањаздравља– без обзира да ли јетакво понашање објективно ефикасно или не, да се то постигне”. Његов антипод, односно ризично понашање дефинисано је као „специфични облик понашања за који је доказано да повећава пријемчивост заспецифичне поремећајездравља или болест”.
Генерално гледано, бројна истраживања показују да је здравље (односно морбидитет и морталитет) код младих директно у функцији здравственог понашања било да је оно здраво – односно да доприноси очувању и унапређењу здравља било да је ризично, односно оно које угрожава здравље.  
Највећи део садашњих претњи по здравље младих потиче из социјалних, околинских и бихевиоралних фактора и ту појаву неки називају „социјалним морбидитетом”, у оквиру кога су најзначајнији доприносећи фактори тог морбидитета; широк дијапазон ризичног понашања (наркоманија, насиље, самоубиство, ризично сексуално понашање и друго). 
У студији СЗО „Здравље и здравствено понашање младих” највећи број младих процењује своје здравље као добро или одлично. Најздравије се осећају млади у Шведској (98%), а најмање здраво у Руској федерацији (81,2%). 
Студија, спроведена у Србији по методологији студије СЗО, на узорку београдских средњошколаца нашла је  да се  95,7% младих осећају веома здраво, док је на „сателит истраживању” међу средњошколцима и студентима у Србији тај проценат нешто мањи и износи 91,8%. Осећање среће, као део здравља и опште добробити показују Средњошколци Београда у 83,1% случајева, а а на узорку средњошколаца и студената тај проценат је нешто ножи и износи 70,3%. 

### Понашање узимања ризика
Крајем осамдесетих година 20. века, термин „ризично понашање” бива замењен новим термином „понашањем узимања ризика”, при чему концепт самог ризика, као шансе, вероватноће за оштећење здравља и друге губитке, остаје непромењен. Понашање узимања ризика младих дефинише се као 
„облик понашања који се предузима вољно, свесно, и чији је исход непознат, скопчан са врло великом могућношћу за негативан исход по здравље, па чак и смрт...и подразумева да млади човек има свест и сазнање о ризику и ипак га преузима, без обзира на последице.
Најчешћи облици понашања узимања ризика
Најчешћи облици понашања узимања ризика који се везују за младе су: 
- Злоупотреба пушења дувана
- Физичка неактивност
- Неадекватна исхрана
- Употреба алкохола и дроге
- Понашање које резултује повређивањем — било у намерном повређивању (насиље, самоубиство, убиство) било у ненамерном (несреће, посебно саобраћајне).
- Понашање узимања ризика у сексуалним односима  — најчешће резултује нежељеним трудноћама и абортусима, као и у полно преносивим болестима, а са појавом ХИВ инфекције оно резултира у појави АИДС-а и смрти.

Свако од ових понашања појединачно представља значајну претњу по здравље а поред тога стручњаци упозоравају да се код младих ретко јавља један облик таквог
понашања, већ најчешће постоји тенденција њиховог груписања и тиме стварања веће вероватноће за оштећења здравља.

## Репродуктивно и сексуално здравље младих
Пол
Пол (енгл - sex) је појам који се односи на физиолошке особине које особу одређују као мушку или женску:
- тип полних органа (пенис, тестиси, вагина, материца, дојке...),
- тип преовлађујућих хормона (естроген, тестостерон),
- способност производње сперме односно јајашца,
- способност рађања и дојења.

Термин пол се употребљава када се има у виду биолошки и генетски аспект неке особе., а термин род када се мисли на социо-културални аспект и очекиване улоге жена и мушкараца у једном друштву. Због тога, када се говори о роду садржај тог појма може да варира од културе до културе. 
Род
Род (енгл- gender) је појам који се односи на широку област идеја и очекивања (норми) који се тичу мушкарца и жене, или идеје о „типично” женственим односно мужевним карактеристикама и способностима, као и очекивања о томе како жене и мушкарци треба да се понашају у различитим ситуацијама. Ове идеје и очекивања су научене, односно стечене у породици, од пријатеља, идејних вођа, у верским и културним институцијама, школама, на радном месту, под утицајем медија. Оне се одражавају и утичу на различите улоге, социјални статус, економску и политичку моћ жена и мушкараца у друштву.
Термин род се употребљава када се имају у виду социо-културални аспект и очекиване улоге жена и мушкараца у једном друштву. Због тога, када се говори о роду садржај тог појма може да варира од културе до културе.
Дефиниција појмове који се тичу полности
| Полнос            | Карактеристике |
| ----------------- | --- |
| Хетеросексуалност | Полна оријентација у којој особу физички привлаче особе супротног пола. |
| Хомосексуалност   | Полна оријентација у којој особу физички привлаче особе истог пола. |
| Бисексуалност     | Полна оријентација у којој особу физички привлаче особе оба пола. |
| Трансвестизам     | Особа се облачи и понаша као припадник супротног рода. И хетеросексуалци и хомосексуалци могу да се понашају на овај начин. То може да буде само пролазна фаза, али и стални образац у полном понашању.                           |
| Транссексуалност  | Особа жели да промени (или је већ променила) свој биолошки пол јер постоји неподударност између њених/његових телесних полних карактеристика (са којима се родила) и њене/његове полне идентификације. Полна оријентација варира. |
| Трансродност      | Особа која живи у складу са родом који је супротан њеном анатомском полу (или мушкарац који живи као жена, али задржава пенис и сексуално функционисање). Полна оријентација варира.                                              |

Пубертет
Пубертет (лат—pubertas – полно сазревање) обухвата процесе биолошког, односно полног сазревања детета до способности да се оствари репродуктивна функција. У пубертету је полно сазревање условљено развојем полних жлезда – јајника код девојчица и тестиса код дечака – који започињу да луче полне хормоне. 
Под утицајем полних хормона долази до развоја и сазревања унутрашњих и спољашњих полних органа, као и до појаве секундарних полних одлика, односно пораста дојки, увећања тестиса и пениса, и појаве полне косматости. Пубертет нормално почиње између 8. и 13. године код девојчица, а код дечака између 9. и 14. године живота. Прво матерично крвављење, код девојчица, а код дечака прво избацивање семене течности из пениса, су најзначајнији догађаји у пубертету и знак су да се пубертетски развој и полно сазревање нормално одвијају.  

Једна од одлика савремене цивилизације је раније полно сазревање, тако да пубертет код дечака и девојчица почиње у млађим узрастима. Упоредо са све ранијим наступањем пубертета, снижава се и просечан узраст у коме наступа прва менструација код девојчица, односно прво избацивање семене течности код дечака. Тако, прва менструација је у прошлом веку просечно наступала у 17,5 година, а данас је просечан узраст њене појаве између 12. и 13. године. 
Ове промене се објашњавају побољшањем социо-економских услова живота, а нарочитом бољим квалитетом исхране младих.
Адолесценција
Адолесценција је период формирања психосексуалног идентитета, али и период сексуалног експериментисања. Због тога сексуална понашања у адолесценцији не морају увек да се поклапају са полном оријентацијом. Како је адолесценција период за који су карактеристичне промене, адолесцентов полни идентитет не мора да постане и трајни полни идентитет једне особе, или хомосексуално понашање или хомосексуалне мисли, фантазије, снови и жеље у пубертету и адолесценцији, могу да буду пролазна фаза у развоју полног идентитета особе. То значи да у младости могу да се смењују хомосексуалне и хетеросексуалне фазе које треба схватити као последицу тражења психосексуалног идентитета.

### Поремећаји репродуктивног здравља
Ризицима за настанак поремећаја репродуктивног здравља нарочито су изложене девојке. Од њих се често очекује и да преузму одговорност за употребу контрацепције или заштиту од инфекција које се преносе полним односом. 
При томе, постојање традиционалног културног обрасца чини положај жена још тежим, јер им додељује подређену улогу, различиту од улоге мушкарца који има право на избор, грешку и промену већег броја сексуалних партнера. Девојке које прихватају овакав уобичајени културни образац склоне су да се, углавном због потребе да везу очувају и учврсте, повинују жељама и одлукама партнера (укључујући и некоришћење контрацепције).